# Francisco de Paula Cavalcanti de Albuquerque

Armas do visconde de Suassuna, as mesmas das famílias Albuquerque e Cavalcanti.

Francisco de Paula Cavalcanti de Albuquerque, primeiro barão e visconde com grandeza de Suassuna (Jaboatão, 10 de junho de 1793 — Recife, 28 de janeiro de 1880), foi um proprietário rural, militar e político brasileiro.
Filho do capitão-mor Francisco de Paula Cavalcanti de Albuquerque e de Maria Rita de Albuquerque Melo, era irmão dos viscondes de Camaragibe e Albuquerque e também do barão de Muribeca. Casou-se, em 21 de novembro de 1813, no Recife, com sua prima Maria Joaquina Cavalcanti Salgado (c. 1794 — 15 de abril de 1878), filha de sua tia paterna Ana Maria Francisca de Paula Cavalcanti de Albuquerque e de Joaquim José Vaz Salgado.
O seu pai fora preso devido à uma denúncia que ficou conhecida como a Conspiração dos Suassunas (Pernambuco, 1801). Membro do triunvirato que substituiu a Junta dos Matutos no governo da província (como se explica melhor nos verbetes dedicados a Frei Caneca e à Confederação do Equador).
Foi 1º vice-presidente de Pernambuco, exercendo a presidência interinamente duas vezes, de 14 de abril de 1826 a 30 de janeiro de 1827 e de 28 de fevereiro a 20 de março de 1832. Foi então presidente da mesma província, nomeado por carta imperial de 15 de abril de 1835, de 1 de junho de 1835 a 1 de fevereiro de 1837. Como vice-presidente da mesma província, nomeado por carta imperial de 8 de abril de 1837, assumiu pela quarta vez a presidência de Pernambuco, de 12 de maio a 30 de outubro de 1838.
Foi escolhido senador do Império do Brasil por carta imperial de 29 de outubro de 1839. Também ocupou o cargo de ministro da Guerra entre 4 de julho de 1840 e 23 de março de 1841.
Foi Fidalgo Cavalheiro da Casa Imperial e oficial da Imperial Ordem do Cruzeiro. Agraciado com o título de visconde com grandeza por decreto de 14 de março de 1860.